# Dionay

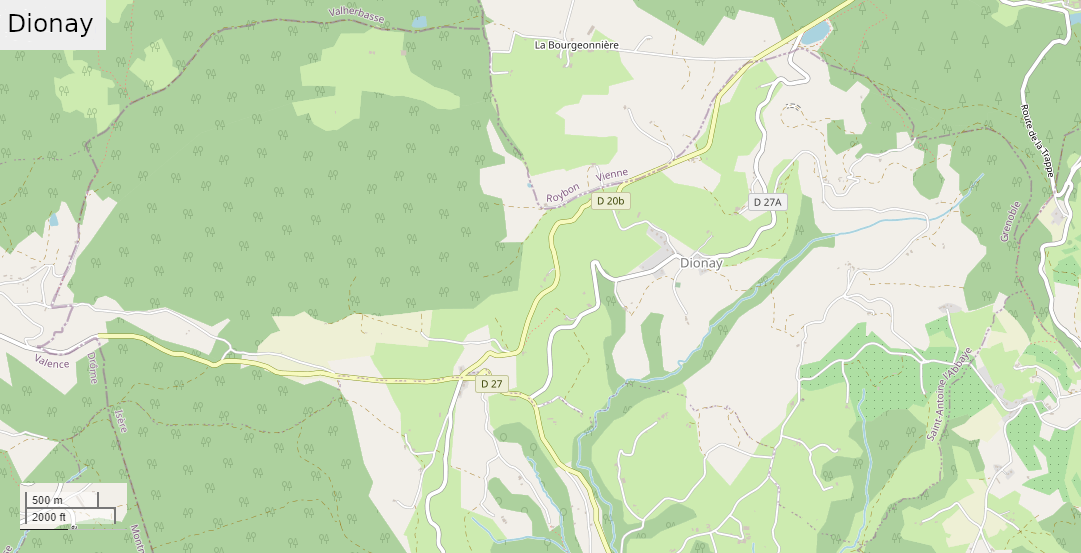
OpenStreetMap of Dionay, 2021

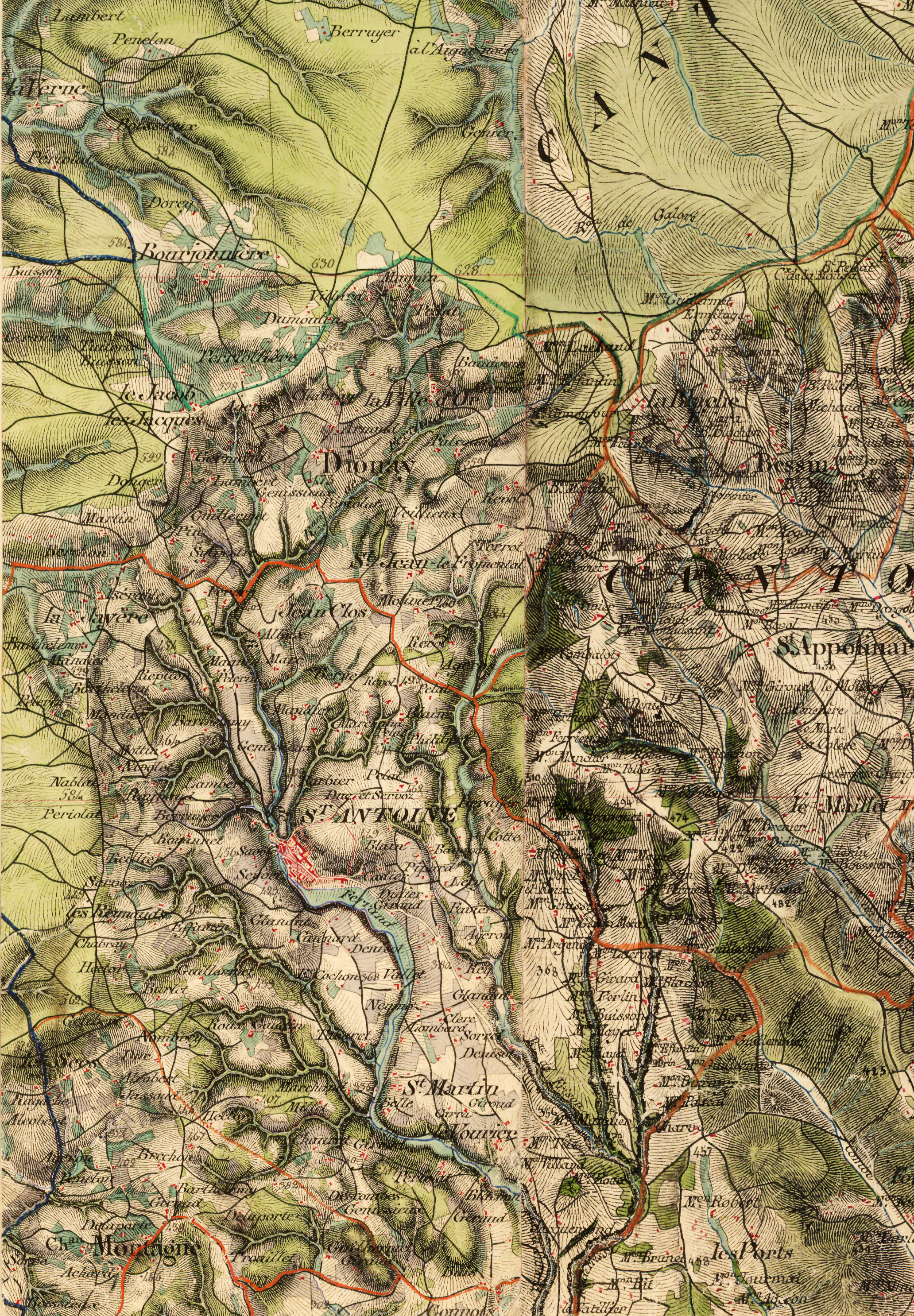
Dionay, carte d'État-major, 1866

Dionay est une ancienne commune française située dans le département de l'Isère en région Auvergne-Rhône-Alpes, devenue, le 31 décembre 2015, une commune déléguée de la commune nouvelle de Saint Antoine l'Abbaye.

## Histoire
Dionay est une ancienne possession de l'abbaye de Saint-Antoine-l'Abbaye.
De 1897 à 1937, le tramway reliant Saint-Marcellin à Lyon passait par Dionay.

## Politique et administration

### Liste des maires
| Période                                  | Période       | Identité                    | Étiquette | Qualité |
| ---------------------------------------- | ------------- | --------------------------- | --------- | ------- |
| Les données manquantes sont à compléter. |               |                             |           |         |
| vers 1809                                |               | Joseph Nivolet              |           |         |
|                                          | 1835          | Gabriel Germont (1777-1835) |           |         |
| vers 1859                                |               | Jean Buisson                |           |         |
| 1868                                     | 1870          | Jean Pierre Germond         |           |         |
| vers 1881                                |               | Jean Douillet               |           |         |
| 1885                                     | 1889          | Henri Nublat                |           |         |
| janvier 1896                             | janvier 1897  | Joseph Pellat               |           |         |
| avant 1995                               | ?             | Claude Morel                |           |         |
| mars 2001                                | décembre 2005 | Pierre Chambard             |           |         |
| décembre 2005                            | 2014          | Madeleine Soulier           |           |         |
| 2014                                     | 2015          | Christian Garnier           |           |         |

### Jumelages
- Sermoneta (Italie) depuis 2007[1]

## Démographie
L'évolution du nombre d'habitants est connue à travers les recensements de la population effectués dans la commune depuis 1793. À partir du 1er janvier 2009, les populations légales des communes sont publiées annuellement dans le cadre d'un recensement qui repose désormais sur une collecte d'information annuelle, concernant successivement tous les territoires communaux au cours d'une période de cinq ans. 
Pour les communes de moins de 10 000 habitants, une enquête de recensement portant sur toute la population est réalisée tous les cinq ans, les populations légales des années intermédiaires étant quant à elles estimées par interpolation ou extrapolation. Pour la commune, le premier recensement exhaustif entrant dans le cadre du nouveau dispositif a été réalisé en 2004,.
En 2013, la commune comptait 119 habitants, en évolution de −6,3 % par rapport à 2008 (Isère : +3,89 %, France hors Mayotte : +2,49 %).
| 1793 | 1800 | 1806 | 1821 | 1831 | 1836 | 1841 | 1846 | 1851 |
| ---- | ---- | ---- | ---- | ---- | ---- | ---- | ---- | ---- |
| 424  | 414  | 444  | 495  | 450  | 489  | 492  | 477  | 519  |

| 1856 | 1861 | 1866 | 1872 | 1876 | 1881 | 1886 | 1891 | 1896 |
| ---- | ---- | ---- | ---- | ---- | ---- | ---- | ---- | ---- |
| 475  | 483  | 450  | 409  | 412  | 360  | 369  | 369  | 355  |

| 1901 | 1906 | 1911 | 1921 | 1926 | 1931 | 1936 | 1946 | 1954 |
| ---- | ---- | ---- | ---- | ---- | ---- | ---- | ---- | ---- |
| 468  | 358  | 322  | 239  | 256  | 235  | 236  | 221  | 193  |

| 1962 | 1968 | 1975 | 1982 | 1990 | 1999 | 2004 | 2009 | 2013 |
| ---- | ---- | ---- | ---- | ---- | ---- | ---- | ---- | ---- |
| 180  | 147  | 128  | 124  | 103  | 107  | 131  | 125  | 119  |

## Culture locale et patrimoine

### Lieux et monuments
- La chapelle du cimetière de Saint-Jean-le-Fromental[6] date du XIIe siècle. Propriété de la commune, elle présente des fresques remarquables, un campanile et une cloche du XVe siècle et deux tilleuls plantés en 1731. Elle fait l'objet d'un classement au titre des monuments historiques par arrêté du 18 octobre 1910[7].
- Village ancien.
- Motte castrale au lieu-dit le Cul de Perette.
- Ancien tracé de la voie du Tramways de l’Ouest du Dauphiné, de Saint-Marcellin à Lyon (1897-1937), avec son tunnel de 71 m de long.
- Église Saint-Julien de style gothique.

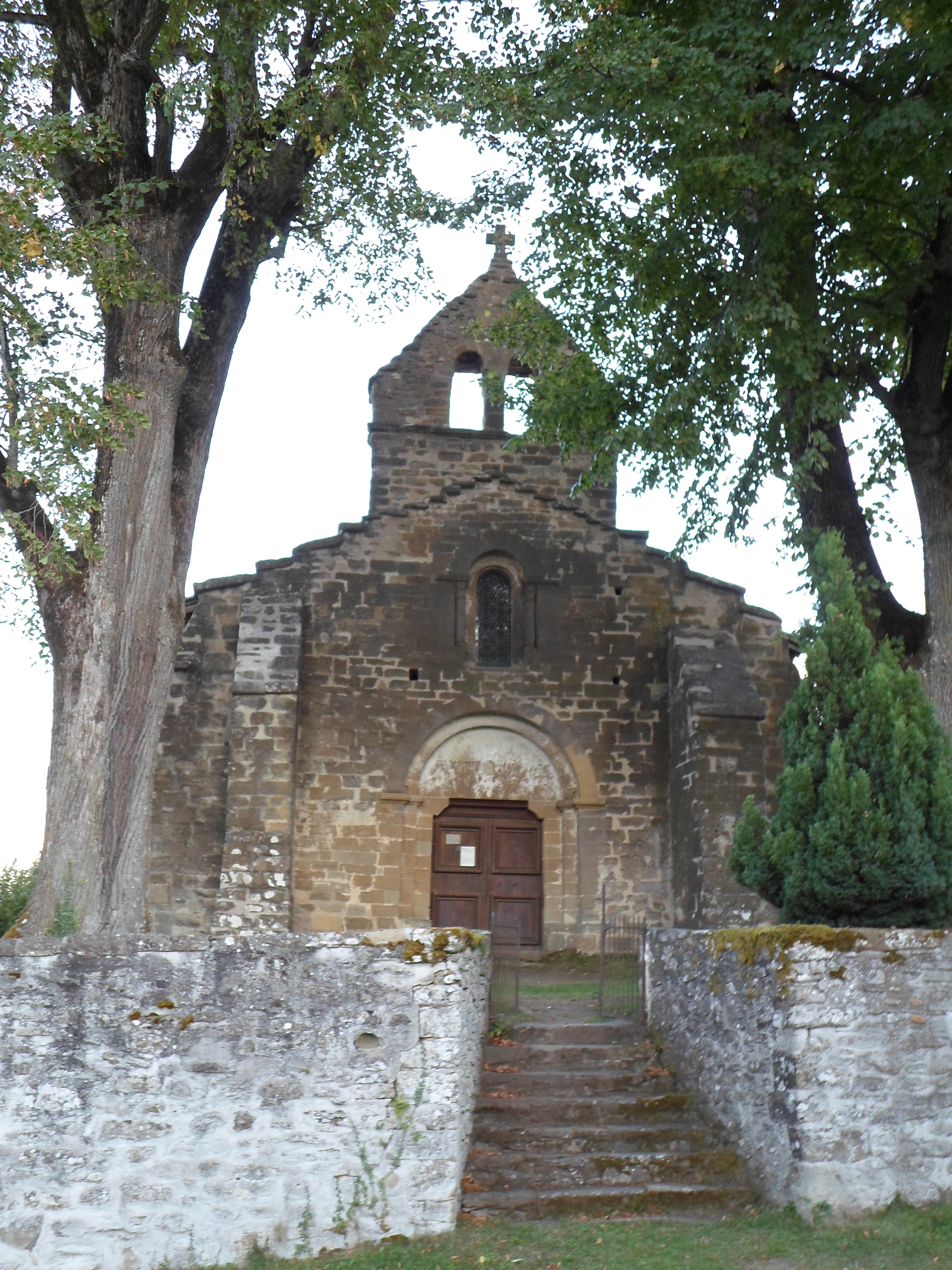
Chapelle du cimetière de Saint-Jean-le-Fromental.
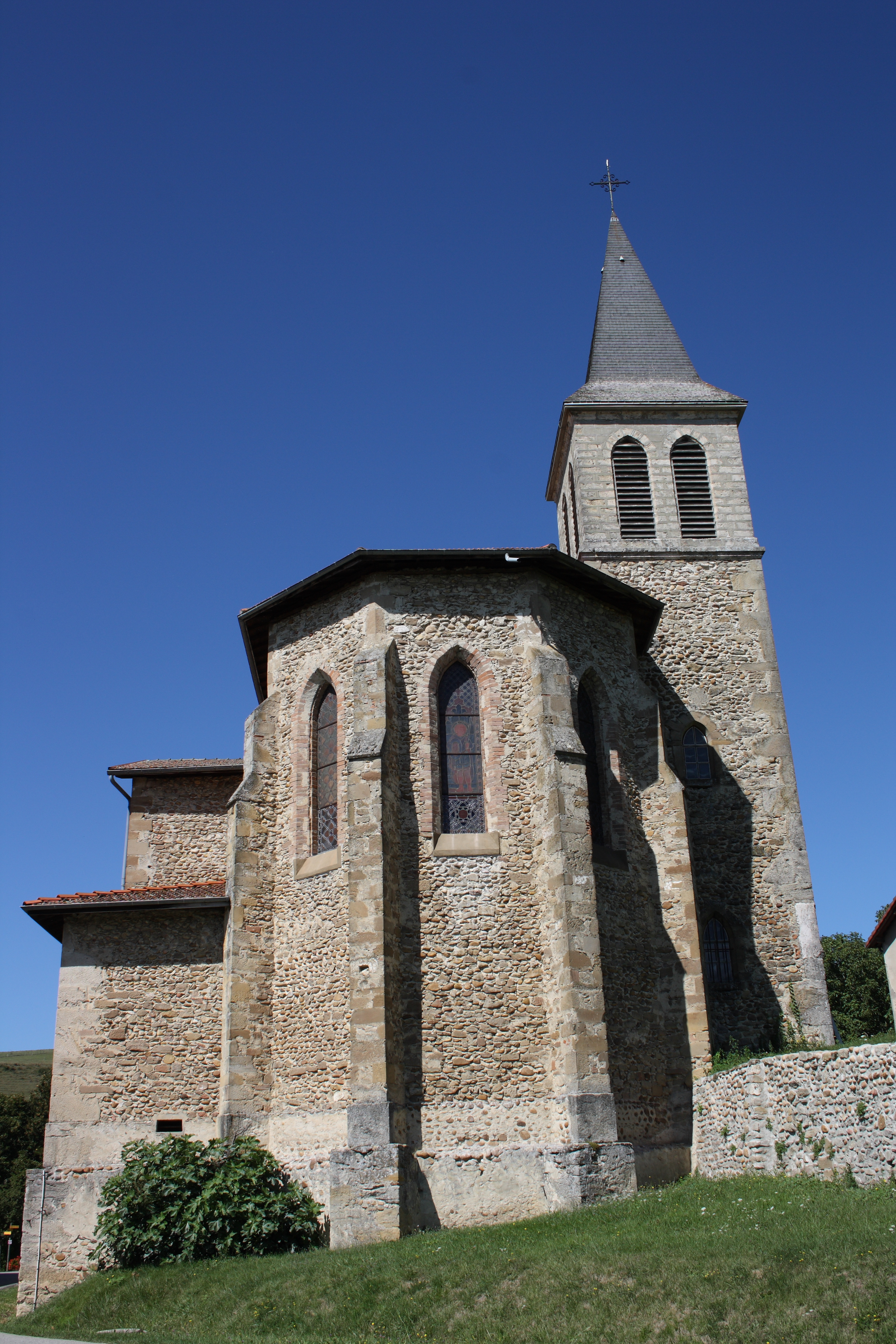
L'église.